# Фаначет
Фаначет — село в Тасеевском районе Красноярского края, административный центр Фаначетского сельсовета.

## География
Находится в примерно в 34 километрах по прямой на восток-юго-восток от районного центра села Тасеево.

## Климат
Климат рассматриваемого района резко континентальный. Средняя температура воздуха наиболее холодного месяца — −23 °C. Абсолютный минимум температур — −57 °C. Средняя температура воздуха наиболее жаркого месяца +17,7 °C. Средняя максимальная +24,1 °C. Средняя годовая температура −2.6 °C. Продолжительность устойчивых морозов — 138 суток. Продолжительность безморозного периода: наибольшая — 108 суток, средняя — 60 суток. Продолжительность периода со среднесуточной температурой менее 10 °C — 268 дней. Осенний период в рассматриваемом районе довольно короткий, и уже 18 октября происходит переход среднесуточных температур через 0 °C к отрицательным значениям. Летний сезон, когда среднесуточные температуры превышают 10 °C, начинается во второй декаде мая и продолжается до 10 сентября. Проникновение арктических масс воздуха вглубь материка часто вызывает заморозки и в июне.

## История
Согласно региональным данным село основано в 1897 году. В 1926 г учтено 595 жителей, преимущественно белорусы. По местным данным дата основания 1860 год. В 1911 построена Покровская церковь, ныне перестроена. В советское время работали колхозы «Победа» и им. Кирова.

## Население
Постоянное население составляло 554 человек в 2002 году (94 % русские), 473 в 2010.

## Инфраструктура
Работает сельхозпредприятие ООО «Фаначет».